# Pave Benedikt 3.
Benedikt 3. (latin: Benedictus III; født 810, død 17. april 858) var pave fra 29. september 855 til sin død i 858.
Man kender ikke meget til hans liv, men man ved at hans far hed Peter, samt at han blev uddannet og levede i Rom. Da han blev valgt til pave, var han præst i San Callisto-kirken. Der var imidlertid en gruppe der ønskede en anden pave, modpaven Anastasius 3., men grundet befolkningen ønskede Benedikt, endte det med, at Benedikt blev ordineret.